# Децим Юній Брут Галлекський
Де́цим Ю́ній Бру́т (лат. Decimus Junius Brutus; 180 до н. е. — 113 до н. е.) — політичний та військовий діяч Римської республіки, консул 138 року до н. е. Прізвисько, надане за підкорення галлеків, — Галле́кський (лат. Gallaecus), Калле́кський (лат. Callaecus, або Каллаї́кський (лат. Callaicus).

## Біографія
Походив з роду нобілів Юніїв. Син Марка Юнія Брута, консула 178 року до н. е.
У 138 році до н. е. його обрано консулом разом з Публієм Корнелієм Сципіоном Назікою Серапіоном. Отримав провінцію Далека Іспанія. Заснував місто Валентія (сучасна Валенсія).
У 138—137 роках до н. е. завершив підкорення лузітан. Зміцнив та розширив м. Олізіпо (сучасний Лісабон), який став морською та суходільною базою римлян. Після цього підкорив племена на півночі сучасної Португалії — песурів у містах Талабріга (Авейру) та Віссаї (Візеу). Вслід за цим здійснив походи проти кантабрських племен — каллаїків та бракарерів, захопивши значну частину Галлеції між ріками Дурій та Міній. Під впливом поразки римлян під Нуманцією спалахнуло повстання кантабрів, проте Брут придушив його. За свої успіхи отримав від сенату в 136 році до н. е. право на тріумф та агномен Каллаїк. У 133 році до н. е. висвятив храм Марсу на честь своїх перемог.
У 129 році до н. е. воював під орудою консула Гая Семпронія Тудітана як легат в Ілліріку. У 121 році до н. е. підтримав консула Луція Опімія під час боротьби проти Гая Гракха.
Надалі засідав у сенаті. У 113 році до н. е. за його пропозицією Гаю Марію було надано в керування провінцію Лузітанія. Незабаром після цього Децим Юній Брут Каллаїк помер.